# ریش‌مرغ گردن‌آبی

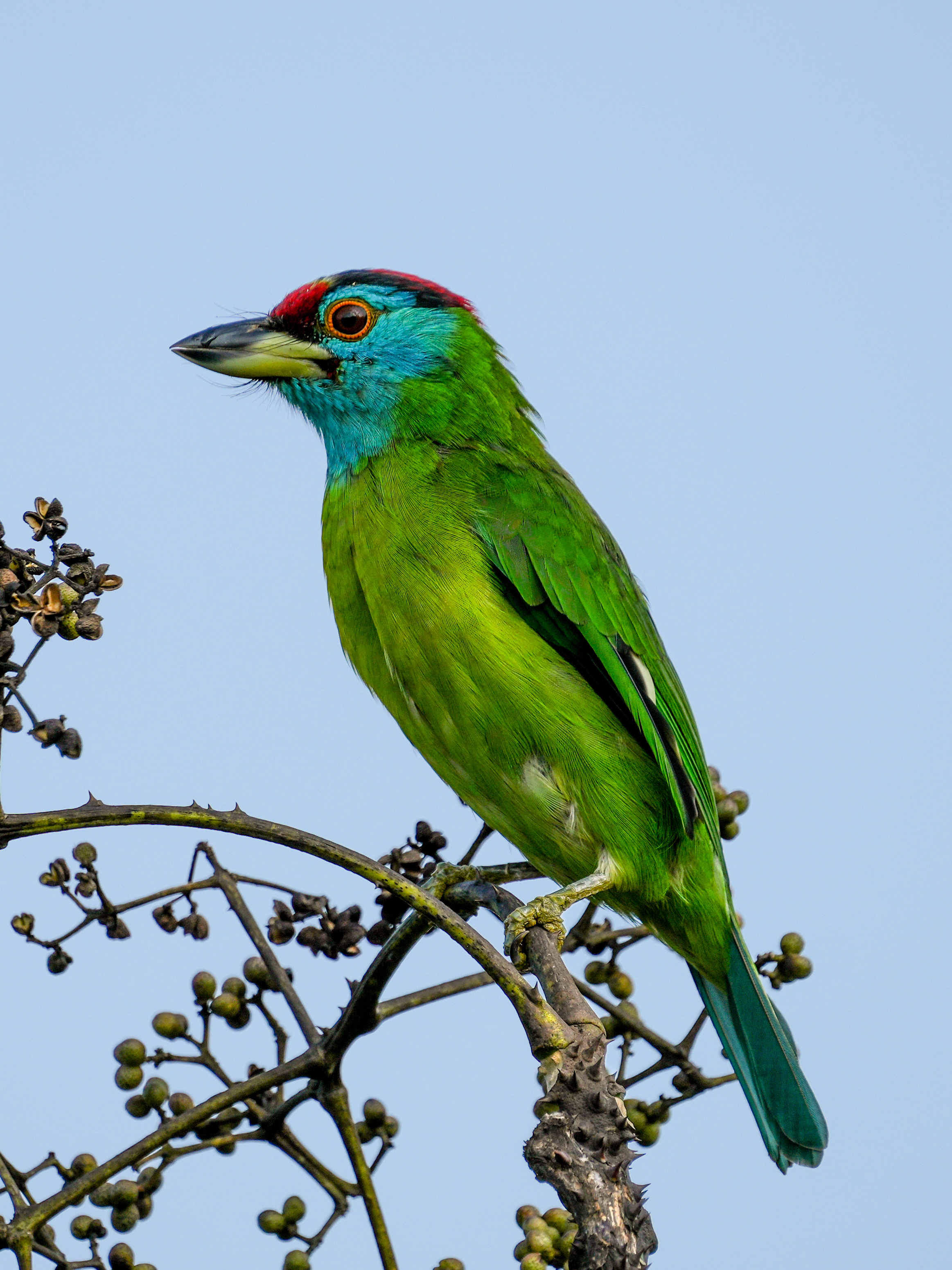
یک ریش‌مرغ گردن‌آبی در برمه.

ریش‌مرغ گردن‌آبی با (نام علمی: Psilopogon asiaticus)، نام یک گونه از تیره ریش‌مرغان آسیایی است. این گونه معمولاً در مناطقی از کوه‌پایه‌های هیمالیا و در مناطقی در جنوب شرق آسیا زندگی می‌کند و به خاطر رنگ‌های زنده و صدای خاصش شناخته می‌شود. ریش‌مرغ گردن‌آبی به خاطر رنگ آبی در ناحیهٔ گردن به این اسم نامیده می‌شود.
این گونه میوه‌خوار است و معمولاً در لابلای درختان بزرگ یافت می‌شود. ریش‌مرغ گردن‌آبی نخستین‌بار در سال ۱۷۹۰ میلادی، توصیف علمی شد.